# Конев Бор (платформа)
Конев Бор — остановочный пункт Рязанского направления Московской железной дороги. Расположен рядом с одноимённой деревней Коломенского городского округа Московской области.
Турникетами платформа не оборудована. Время хода до Москвы — от 1 часа 49 мин. до 2 часа 12 мин. На платформе останавливаются пригородные электропоезда Москва — Голутвин и Москва ― Луховицы (приб. в 23:45, отпр. в 23:46). Электропоезда Москва — Рязань и концептуальные электропоезда Москва — Голутвин по платформе следуют без остановки.
Касса и павильон располагаются на платформе № 2 (на Москву), однако по состоянию на февраль 2011 года они закрыты. Постройки выполнены по типовому проекту.

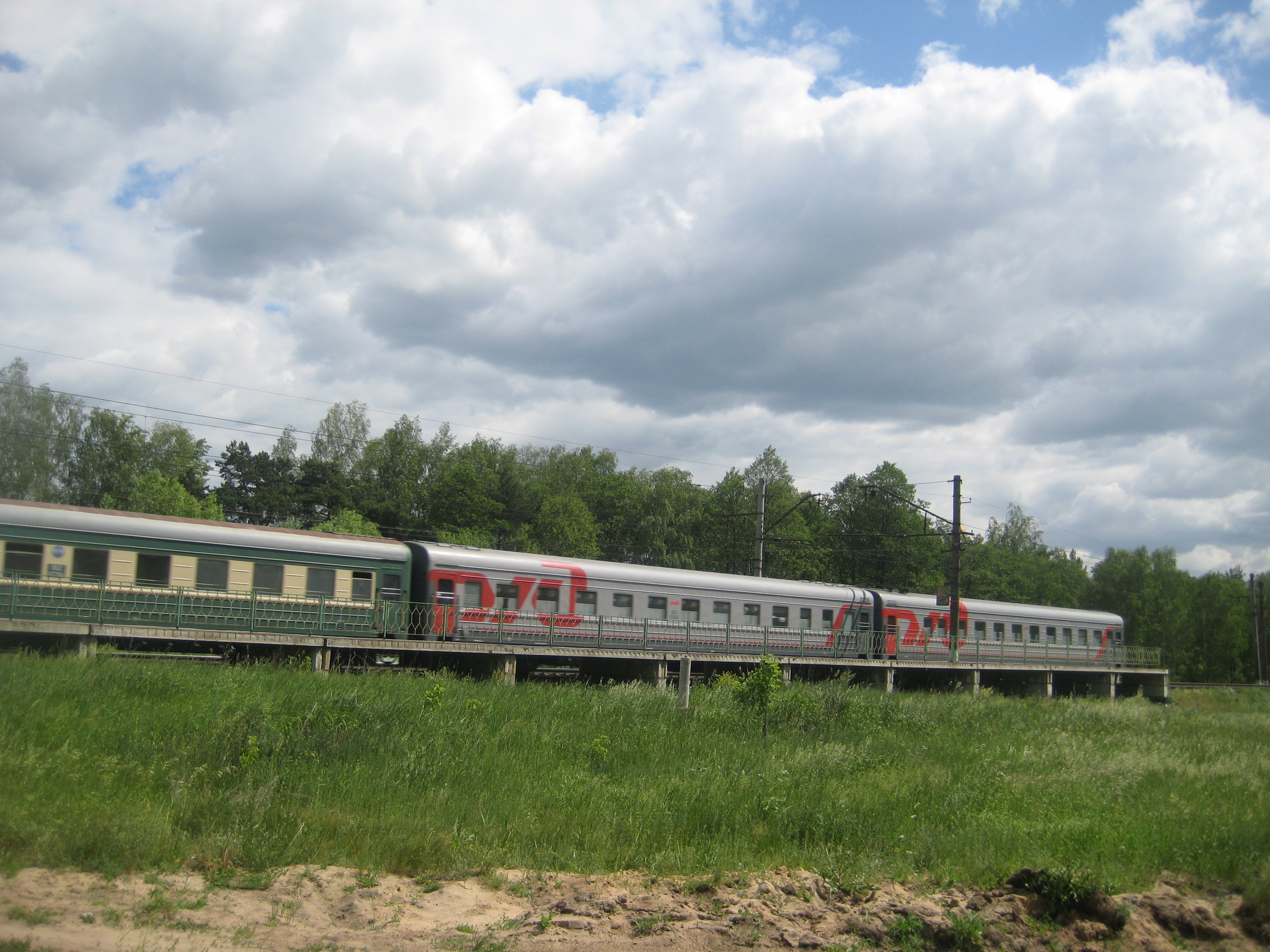
Платформа Конев Бор 06.06.2011